# Porte de Tonnerre
La porte de Tonnerre est une porte située à Noyers-sur-Serein, dans le département de l'Yonne, en France.

## Localisation
La porte se trouve au nord du bourg.

## Description
La porte de Tonnerre ou de Sainte-Vérote est un bâtiment massif avec un toit de lave. Dans la niche de cette porte, se trouve une statue polychrome bourguignonne de la Vierge datant  du XVIe siècle. Cette statue est ornée tous les 15 août d'une grappe de raisins, vert ou vérot. C'était pour protéger les vignes des orages estivaux, d'où son nom sainte Vérote.

## Historique
L'édifice est inscrit au titre des monuments historiques en 1926.